# Tomba di Bingia 'e Monti
La tomba di Bingia 'e Monti è un sito archeologico prenuragico situato nel comune di Gonnostramatza, in provincia di Oristano

## Descrizione
La tomba ha la particolarità di essere tipologicamente inquadrabile a metà strada fra ipogeismo e megalitismo. È costituita da un vano scavato nella roccia (ipogeismo) e da un'altra camera ai cui lati si trovano quattro grandi blocchi di pietra e  altre piccole pietre e la cui copertura è a piattabanda (tecnica megalitica).
Venne utilizzata tra il Calcolitico e la prima Età del bronzo dalle genti della cultura di Monte Claro, del Vaso campaniforme e di Bonnanaro. Gli scavi hanno restituito, oltre a numerosi resti scheletrici, diversi oggetti tra cui un torque in oro, il più antico manufatto di questo materiale mai rinvenuto in Sardegna.

## Scavi
Il sito venne scoperto dall'archeologo E. Atzeni, professore dell'Università di Cagliari, e fu scavato a partire dal 1991.